# Zorginkoop
De term zorginkoop kan een aanduiding zijn voor een proces, een afdeling, of een wetenschappelijk vakgebied.

## Algemeen
Zorginkoop is een specifieke vorm van inkoop. Een alternatieve benaming is inkoop van zorg. Bij zorginkoop gaat het om gezondheidszorg of welzijnszorg die als dienst wordt ingekocht. In diverse landen is de financiering van de zorg losgemaakt van de levering van de zorg, en als gevolg hiervan ontstaan er inkooprelaties tussen de partijen die zorg inkopen en partijen die de zorg leveren. Zorginkoop als proces betreft het inkopen van zorg door zorginkopers. De organisaties die zorg inkopen hebben vaak een afdeling met de naam zorginkoop. Het proces van zorginkoop wordt ook wetenschappelijk onderzocht door onderzoekers op het grensvlak tussen inkoopmanagement en zorgmanagement.

## Zorginkopers
De partijen die zorg inkopen kunnen private of publieke partijen zijn, variërend van de zorgconsument zelf, tot zorgverzekeraars, de centrale overheid, lagere overheden (zoals gemeenten), of werkgevers.
Behalve wanneer de zorginkoper de zorgconsument zelf is, wordt de zorg door de zorginkoper gecontracteerd ten behoeve van een bepaalde groep. Zorgverzekeraars contracteren zorg voor hun verzekerden, gemeenten voor hun inwoners en werkgevers voor hun werknemers. Zij doen dit zonder precies te weten hoeveel mensen en wie daadwerkelijk behoefte aan zorg gaan krijgen. Hiermee verschilt zorginkoop wezenlijk van vele andere vormen van inkoop, omdat de inkopende organisatie de zorg zelf niet gebruikt. Zorginkoop vindt plaats in een triade van zorgconsument (gebruiker van de zorg), zorginkoper (financier van de zorg) en zorgaanbieder (leverancier van de zorg).

## Leveranciers van zorg
De zorginkopers kopen de zorg in bij zorgaanbieders. Dit zijn ziekenhuizen, huisartsen, tandartsen, fysiotherapeuten, thuiszorginstellingen, verzorgingstehuizen enzovoorts.

## Zorginkoop in Nederland
In Nederland is de zorginkoop in handen van verschillende partijen. Allereerst zijn er de zorgverzekeraars, die de zorg inkopen die onder de zorgverzekeringswet (Zvw) wordt verstrekt. De zorg die onder de Wet langdurige zorg (Wlz) wordt verstrekt, wordt door de zorgkantoren ingekocht. De derde grote partij is de gemeente, die de zorg inkoopt die onder de Wmo valt. Naast deze drie partijen zijn er nog de centrale overheid die onder meer zorg inkoopt voor gedetineerden, en de zorgconsument zelf, die onverzekerde zorg inkoopt, of via een persoonsgebonden budget zorg kan inkopen.

## Zorginkoop buiten Nederland
De verschillen in zorgstelsels tussen landen zijn groot en daarmee ook de verschillen in hoe de zorginkoop plaatsvindt. In de Verenigde Staten contracteert CMS de zorg namens Medicare en Medicaid en spelen werkgevers een grote rol als inkopers van zorg voor hun werknemers. In het Verenigd Koninkrijk zijn zorginkopers en zorgaanbieders allebei onderdeel van de National Health Service.